# Judith (Livre de Judith)
Pour les articles homonymes, voir Judith.
Ne doit pas être confondu avec Judith (Livre de la Genèse).
Judith est un personnage biblique, héroïne du peuple juif. Son nom dérive de l'hébreu (יְהוּדִית "loué" ou "juif", Yəhudit), et est la forme féminine du nom de « Judas ».
Les exploits de Judith sont relatés dans le livre du même nom qui fait partie des textes deutérocanoniques, c'est-à-dire exclus du canon de la religion juive (et donc considérés comme apocryphes par les Églises protestantes), mais acceptés comme canoniques par les Églises catholique et orthodoxe.
Dante Alighieri la mentionne dans les âmes bénies du chant XXXII du Paradis, avec Sarah et Rebecca.

## Histoire biblique
Le livre dit que Judith, une jolie veuve juive, a libéré la ville de Béthulie qui était assiégée par les Assyriens du roi Nabuchodonosor. Alors que les anciens de la cité souhaitent livrer Béthulie si le Dieu d'Israël n'intervient pas, Judith décide d'agir. Accompagnée de sa servante, elle se pare de ses plus beaux atours et se rend dans le camp de Holopherne, le général des Assyriens. Subjugué par sa beauté, il l'invite à son banquet puis dans sa tente ; le voyant ivre, Judith fait appel à Dieu pour qu'il lui donne la force d'agir, et coupe la tête du général avec une épée. Elle retourne ensuite à Béthulie, avec sa servante qui transporte la tête coupée. La vue de la tête de l'ennemi redonne du courage aux Judéens, qui mettent en fuite les Assyriens, pris de panique sans leur chef.
L'historicité de ce personnage biblique est très douteuse, de même que la description historique des événements donnée par le même Livre de Judith qui — selon les exégètes de l'École biblique et archéologique française (les éditeurs de la Bible de Jérusalem), en accord avec d'autres érudits chrétiens — « se caractérise par une indifférence totale envers l'histoire et la géographie ». Par exemple, Holopherne est un nom d'origine perse et Nabuchodonosor, qui aurait régné à Ninive sur les Assyriens , régna en réalité entre 605-562 av. J.-C. sur les Babyloniens et à son époque Ninive avait déjà été détruite (en 612 av. J.-C.) par son père Nabopolassar. De plus, le retour de l'exil babylonien — qui n'aura lieu que sous Cyrus le Grand en 538 av. JC. — est décrit comme ayant déjà eu lieu. Même la ville de Betulia — au centre du récit — malgré les détails topographiques et bien qu'elle soit présentée comme une ville en position stratégique pour contrôler l'accès à la Judée, est inexistante et le trajet effectué par l'armée d'Holopherne est un « "défi" à la géographie » de la région, qui était évidemment inconnue de l'auteur du texte.

## Dans l'art
Le personnage de Judith est récurrent dans l'iconographie à partir du Moyen Âge, comme une héroïne féminine qui triomphe de l'arrogance de l'envahisseur par la séduction et la violence.
- Cycle de Judith, quatorze enluminures tirées du manuscrit des Histoires tirées de l'Ancien Testament, réalisé de manière anonyme en 1350 à Saint-Quentin. Le manuscrit est conservé à la Bibliothèque nationale de France sous la cote ms. Fr. 1753. Il s'agit du plus grand cycle du Livre de Judith réalisé dans un manuscrit français du XIVe siècle[4].
- Cycle de Judith, quatre enluminures tirées du manuscrit de la Bible historiale n°10 B 23 (folio 264v-268v), réalisées par Hennequin de Bruges en 1372. Manuscrit conservé à La Haye au musée Meermanno.
- Judith et Holopherne, sculpture en bronze de Donatello, 1452-1453, conservée à Florence, Palazzo Vecchio.
- Le Retour de Judith à Béthulie, tableau de Sandro Botticelli, vers 1472, conservé à Florence, galerie des Offices.
- Judith tenant la tête d'Holopherne, peinture d'Andrea Mantegna, 1495, conservée à Washington, National Gallery of Art.
- Judith avec la tête d'Holopherne, tableau d'Andrea Mantegna, 1495, conservé à Dublin, National Gallery of Ireland.
- Judith avec la tête d'Holopherne, tableau d'Andrea Mantegna, 1495-1500, conservé à Montréal, Musée des beaux-arts de Montréal.
- Judith, tableau de Giorgione, vers 1504, conservé à Saint-Pétersbourg, Ermitage.
- Justice ou Judith, fresque du Titien, vers 1508, conservée à Venise, Ca' d'Oro.
- Judith et Holopherne, fresque de Michelangelo Buonarroti, 1508, sur la voûte de la chapelle Sixtine.
- Judith et sa servante avec la tête d'Holopherne, tableau du Corrège, vers 1510, Strasbourg, musée des Beaux-Arts.
- Judith peinte par Palma il Vecchio, 1525-1528, Florence, galerie des Offices.
- Judith avec la tête d'Holopherne, peinture de Lavinia Fontana, 1590-1595, conservée à Niepołomice.
- Judith avec la tête d'Holopherne, peinture de Lavinia Fontana, vers 1595-1600, conservée à Bologne.
- Judith et Holopherne, peinture du Caravage, 1599, conservée à Rome, Galerie nationale d'art ancien du palais Barberini (Palazzo Barberini).
- Judith avec la tête d'Holopherne, peinture de Cristofano Allori, vers 1612, conservée à Florence, Galerie Palatine.
- Judith décapitant Holopherne, peinture d'Artemisia Gentileschi, 1612-1613, conservée à Naples, Musée de Capodimonte.
- Judith avec la tête d'Holopherne, peinture de Pierre Paul Rubens, vers 1616-1618, conservée à Brunswick, Musée Herzog Anton Ulrich.
- Judith et sa servante, peinture d'Artemisia Gentileschi, 1618-1619, conservée à Florence, Galerie Palatine.
- Judith décapitant Holopherne, tableau d'Artemisia Gentileschi, vers 1620, conservé à Florence, galerie des Offices.
- Judith et sa servante avec la tête d'Holopherne, peinture d'Artemisia Gentileschi, vers 1623-1625, conservée à Detroit, Institute of Arts.
- Portrait de femme en Judith, tableau d'Agostino Carracci, 1590-1595, conservé dans une collection privée.
- Triomphe de Judith, fresque de Luca Giordano, 1703-1704, conservée à Naples, Certosa di San Martino, Chapelle du Trésor.
- Judith et Holopherne, tableau de Gustav Klimt, 1901, conservé à Vienne, Österreichische Galerie Belvedere.

## Images

### Italie

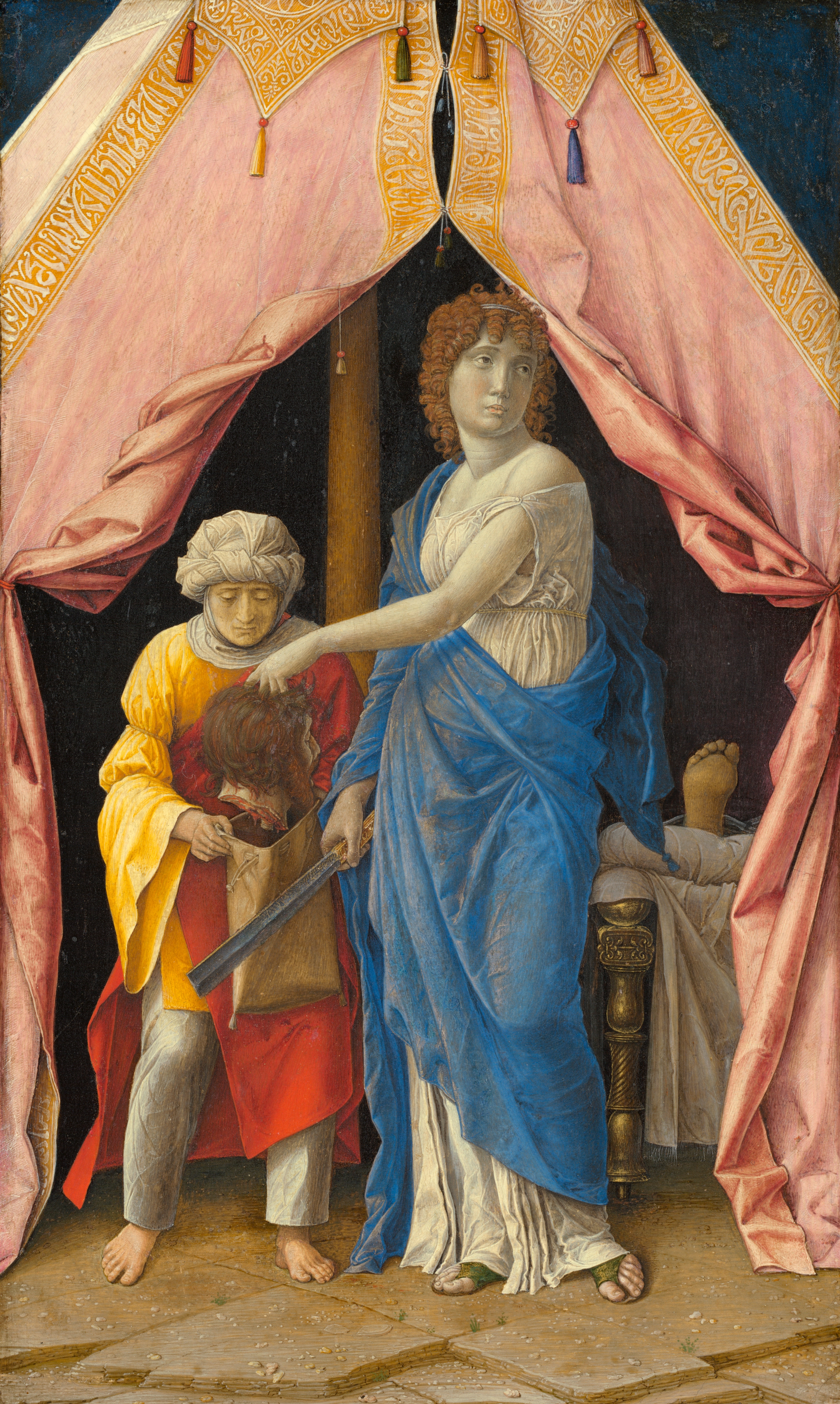
Andrea Mantegna, Judith avec la tête d'Holopherne, vers 1490, Washington, National Gallery of Art.
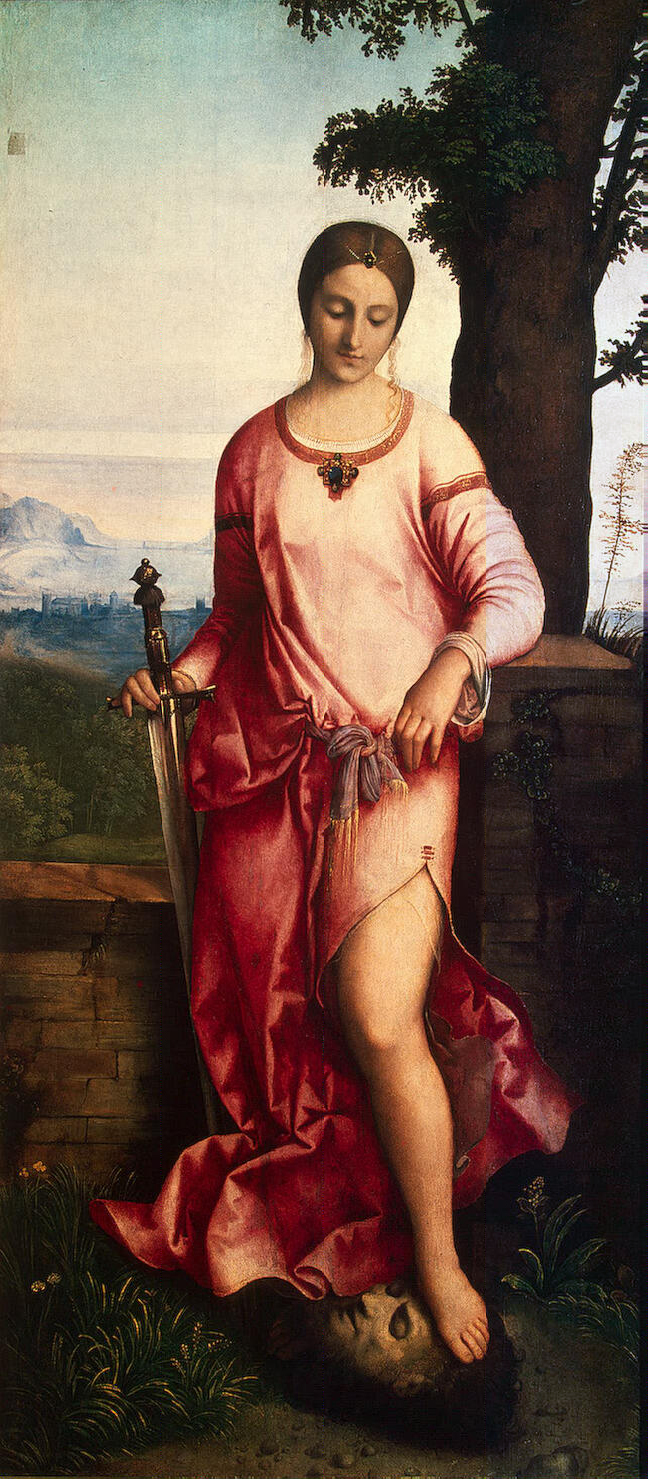
Giorgione, Judith, vers 1505, Saint-Pétersbourg, musée de l'Ermitage.
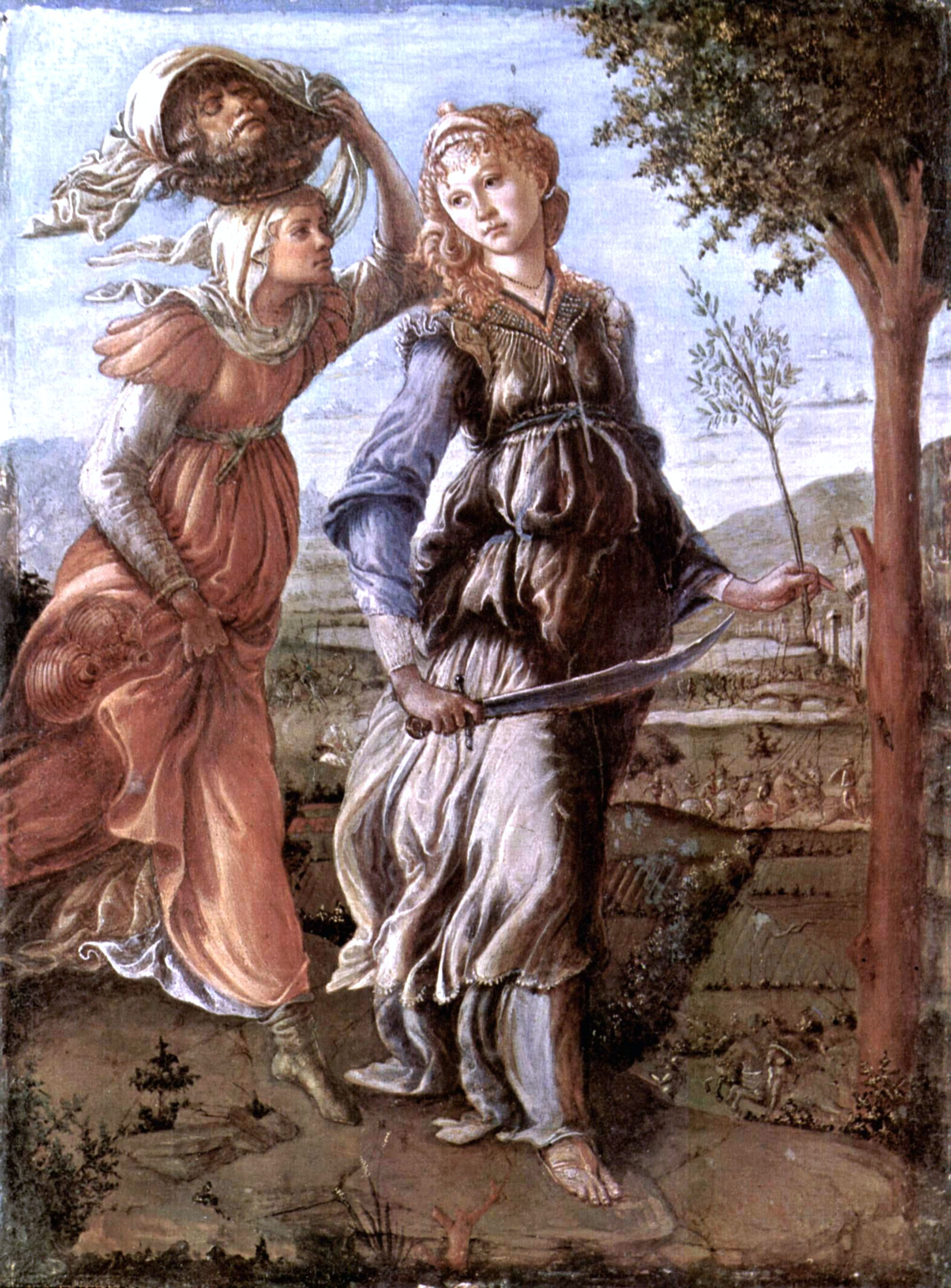
Sandro Botticelli, Le Retour de Judith à Béthulie, vers 1472, Florence, galerie des Offices.
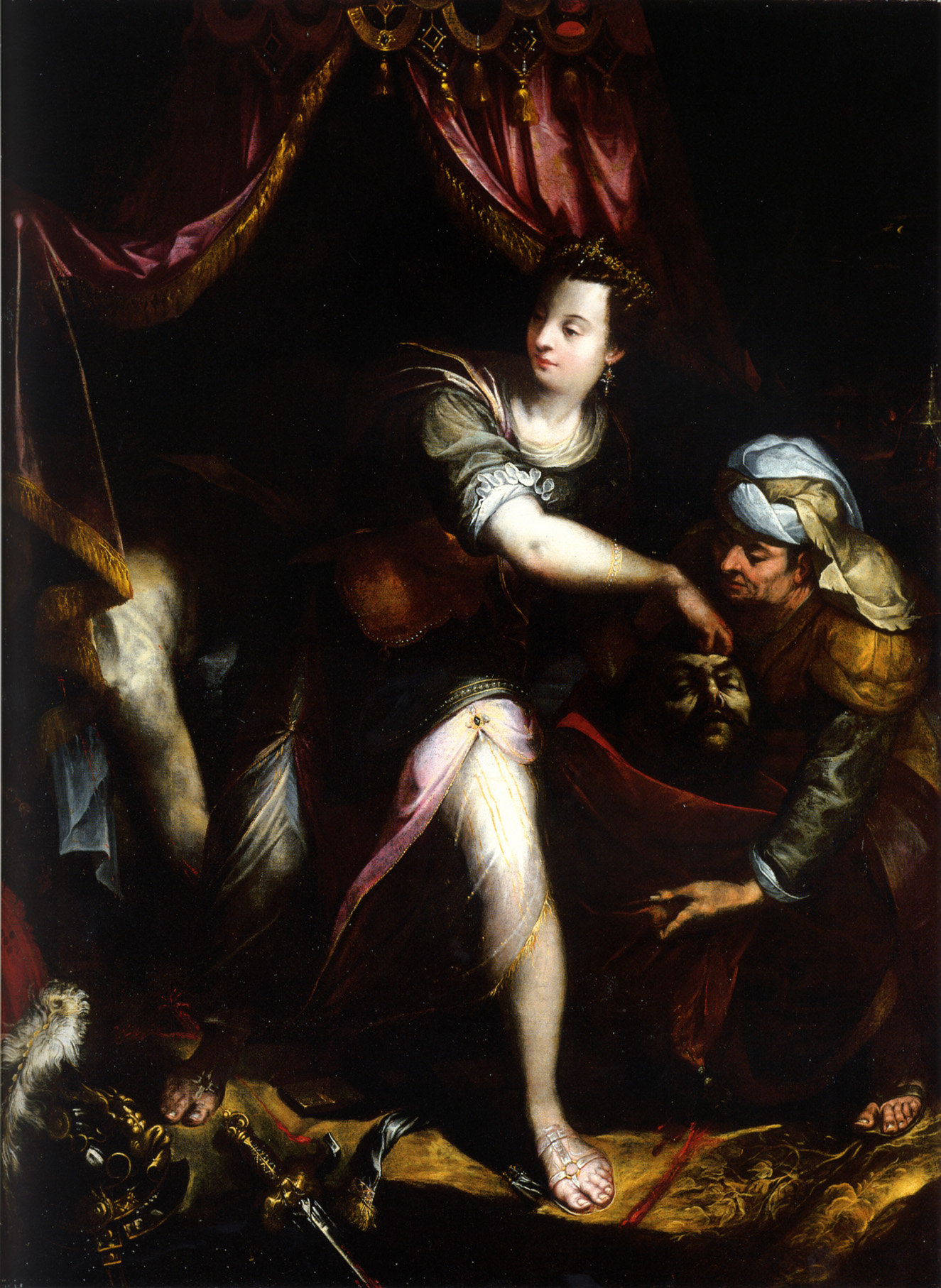
Lavinia Fontana, Judith avec la tête d'Holopherne, seconde moitié du XVIe siècle.
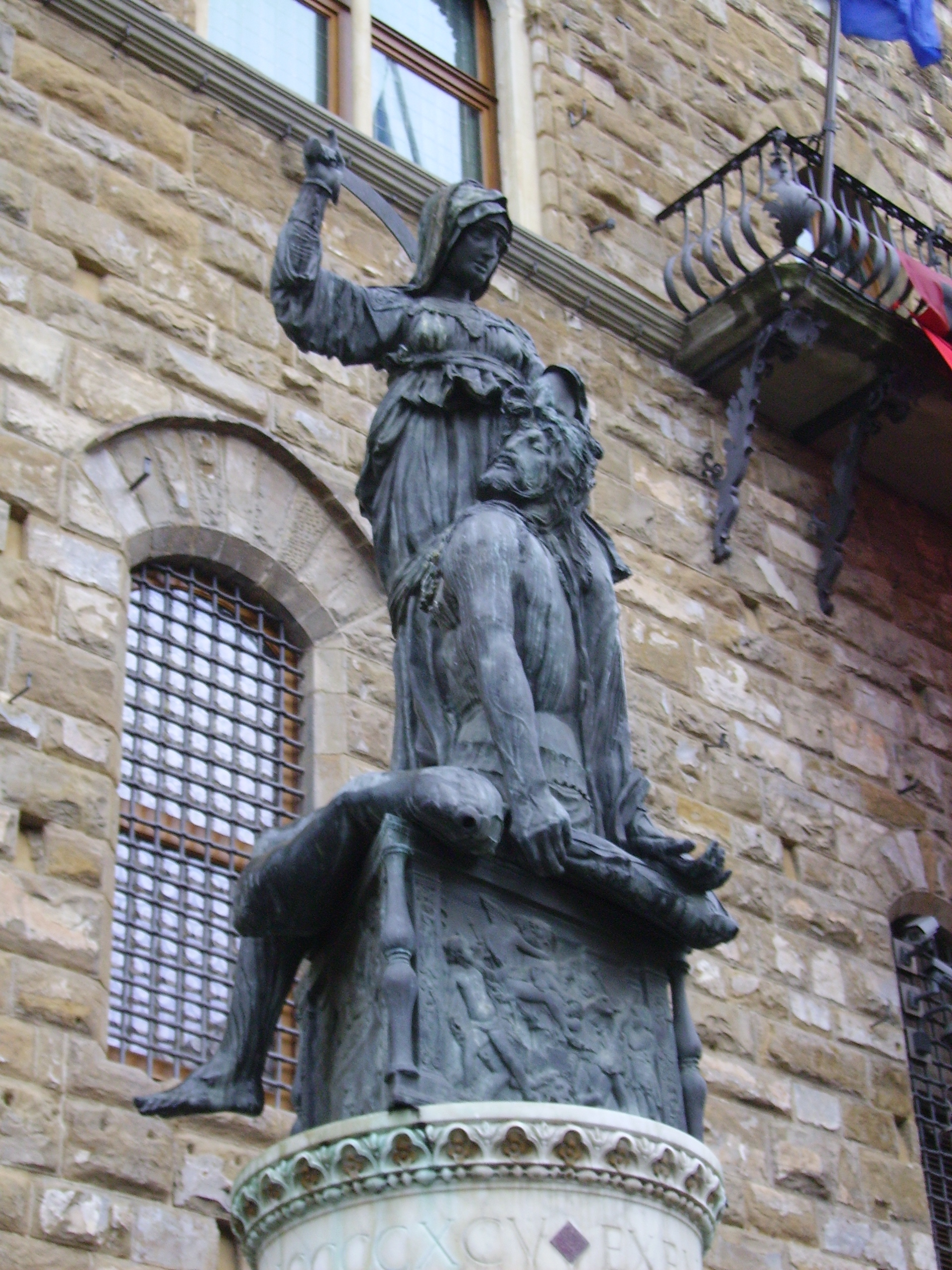
Donatello, Judith décapite Holopherne, 1446-1460, Florence, Palazzo Vecchio.
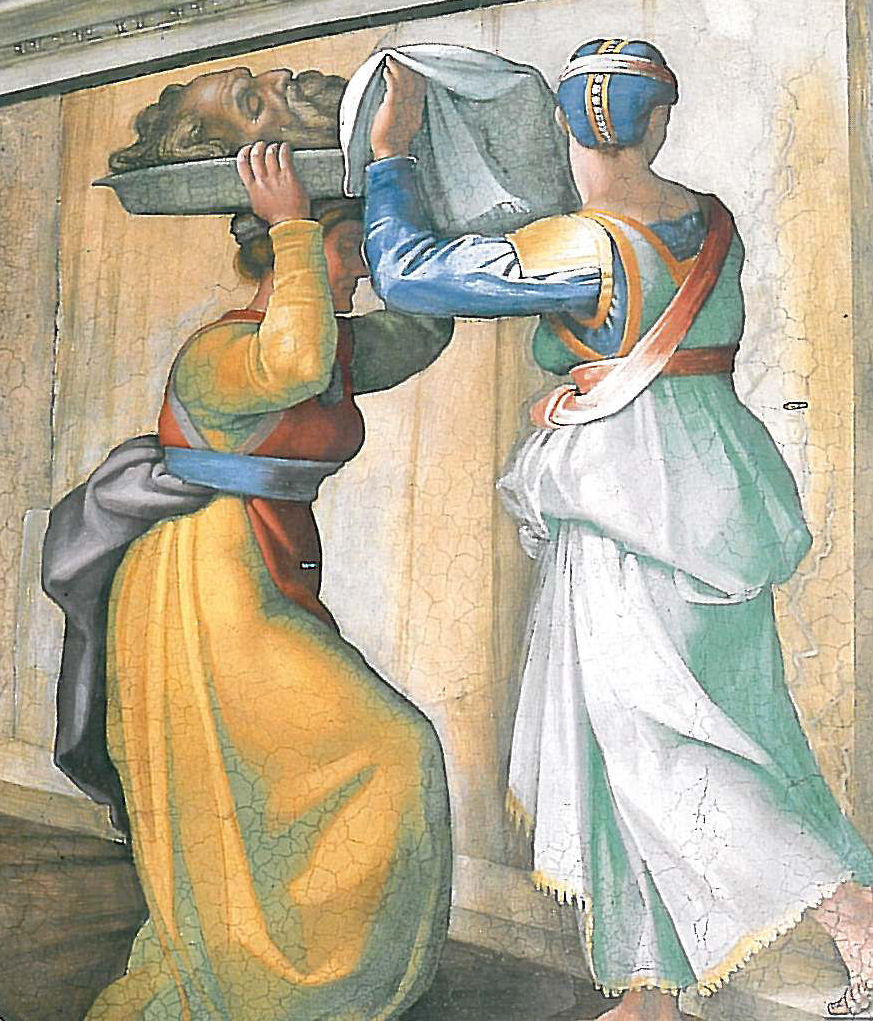
Michel-Ange, Judith avec la tête d'Holopherne, 1508-1512, Cité du Vatican, chapelle Sixtine.
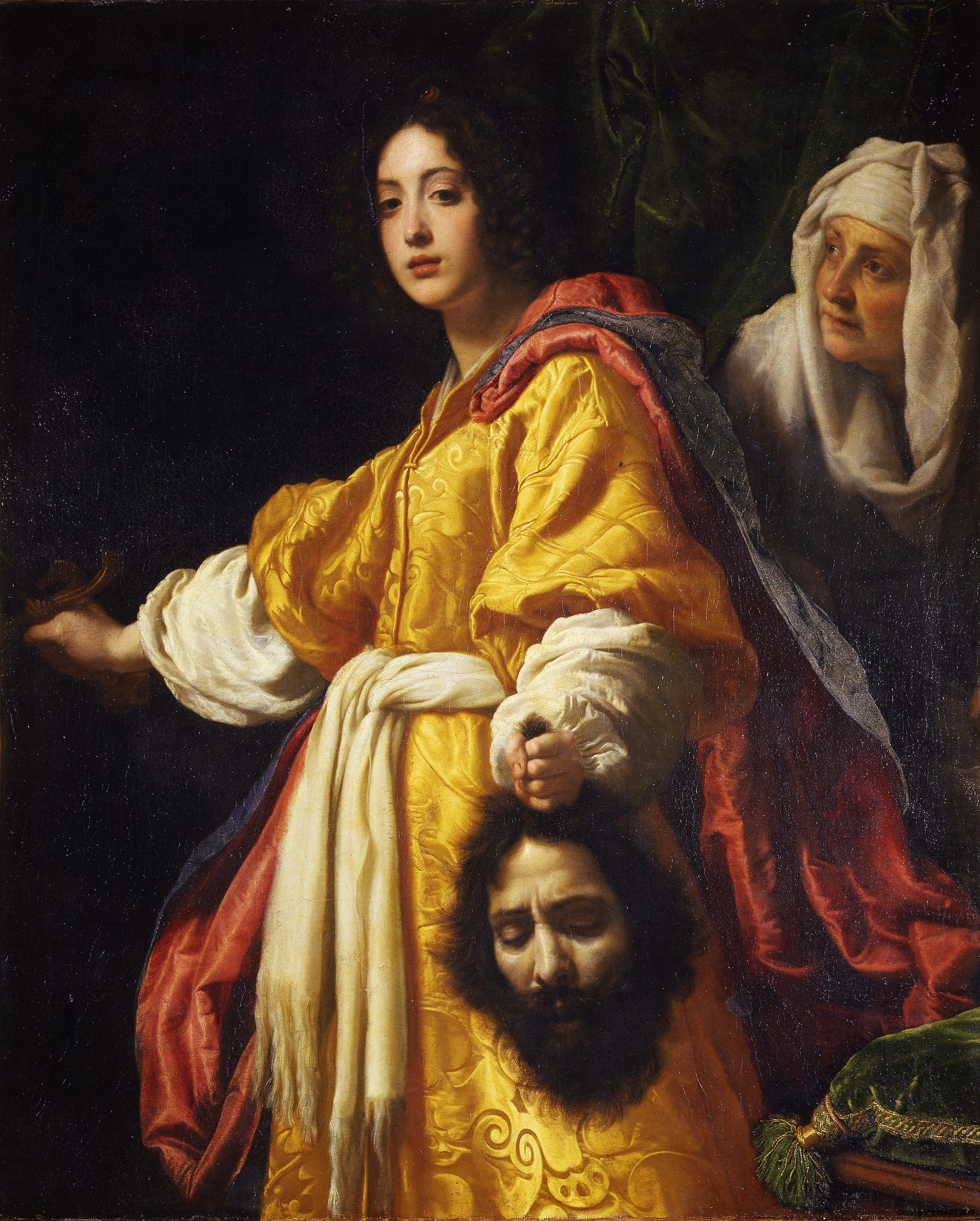
Cristofano Allori, Judith avec la tête d'Holopherne, vers 1580, Florence, Galerie Palatine.
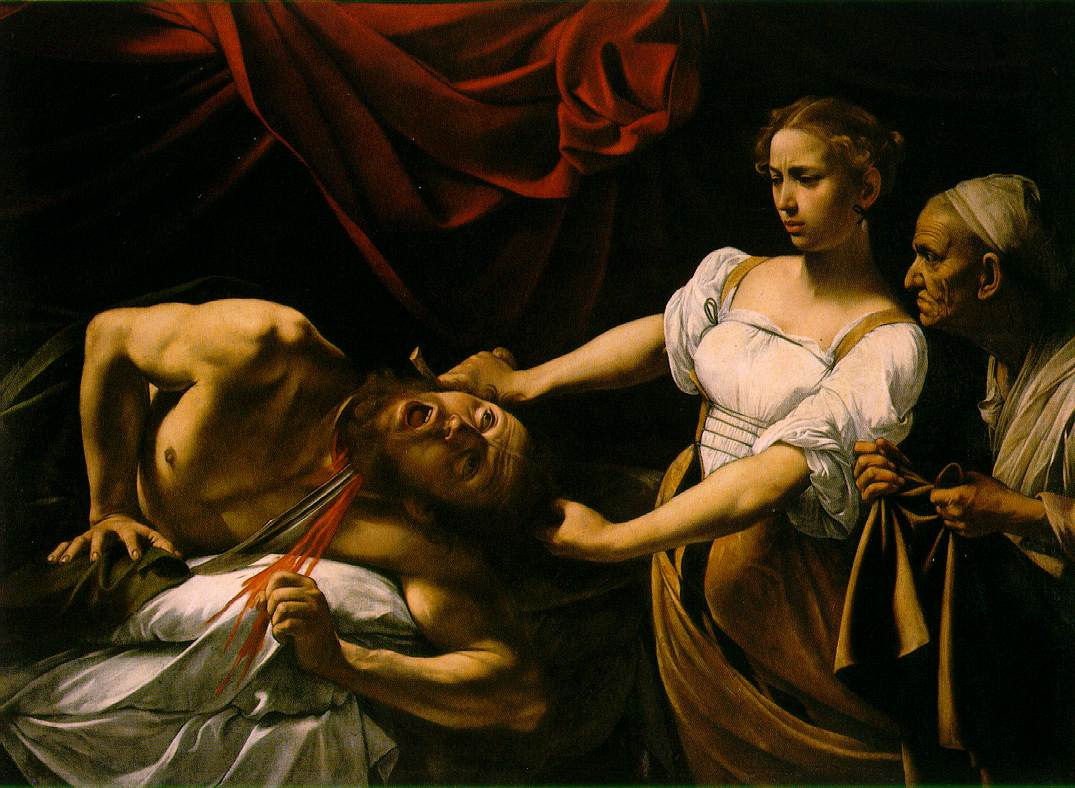
Michelangelo Merisi da Caravaggio, Judith décapite Holopherne, vers 1598-1599, Rome, Galerie nationale d'art ancien.
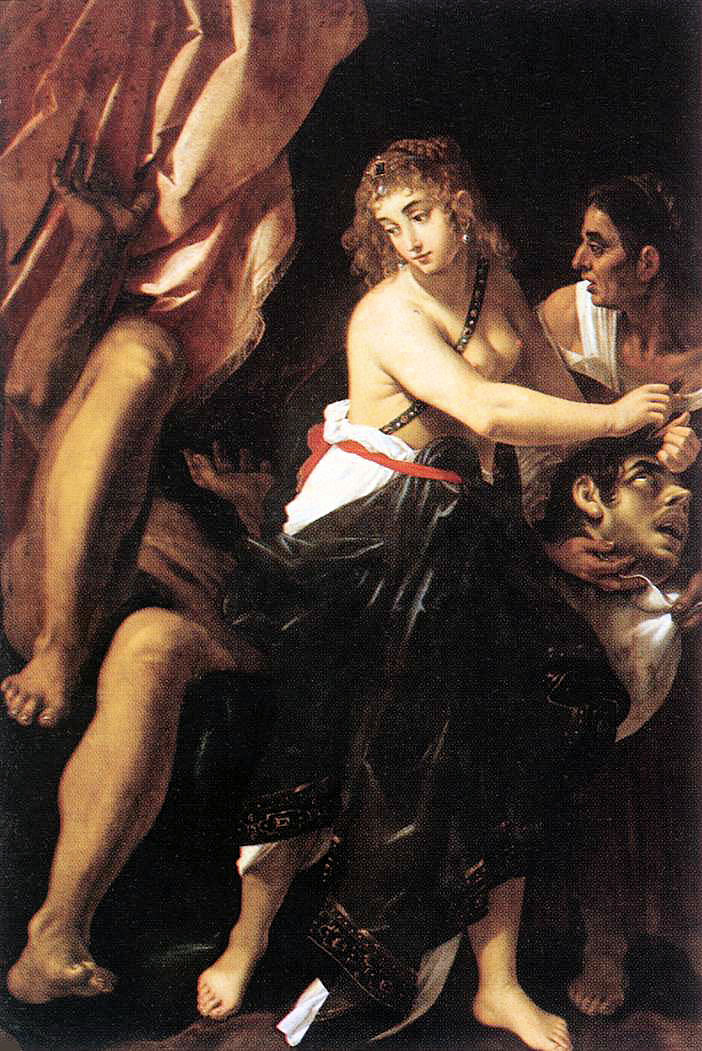
Giovanni Baglione, Judith avec la tête d'Holopherne, 1608, Rome, Galerie Borghèse.
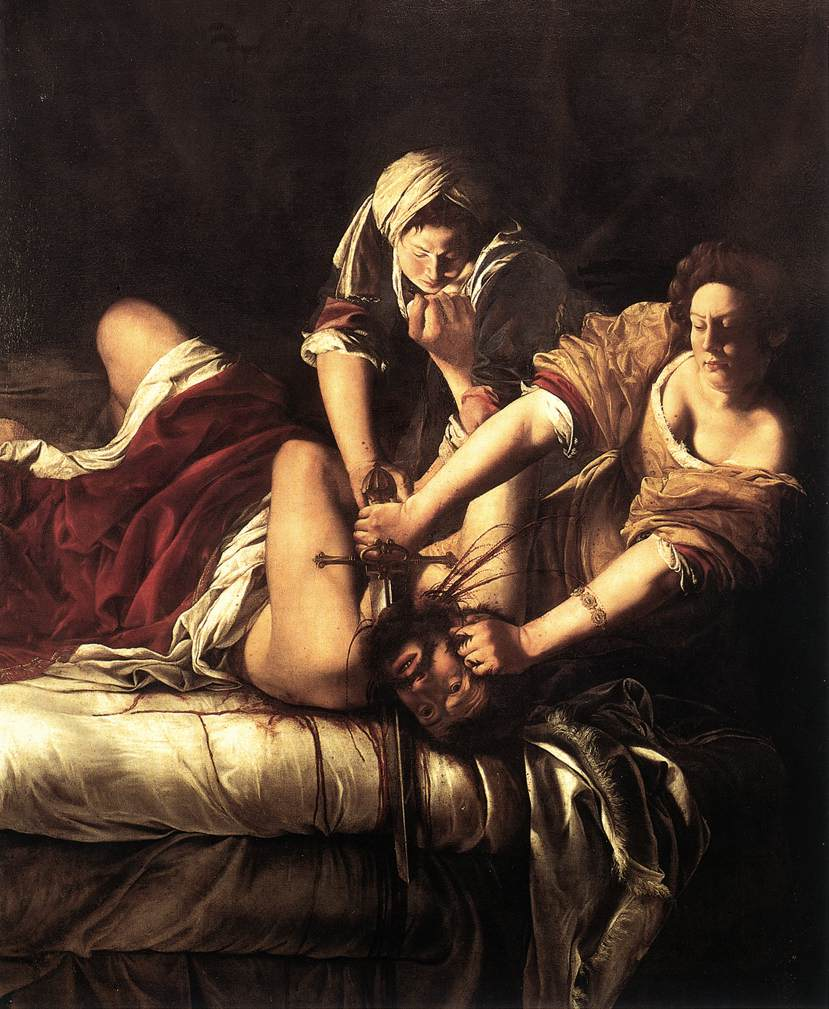
Artemisia Gentileschi, Judith décapite Holopherne, 1620, Florence, galerie des Offices.
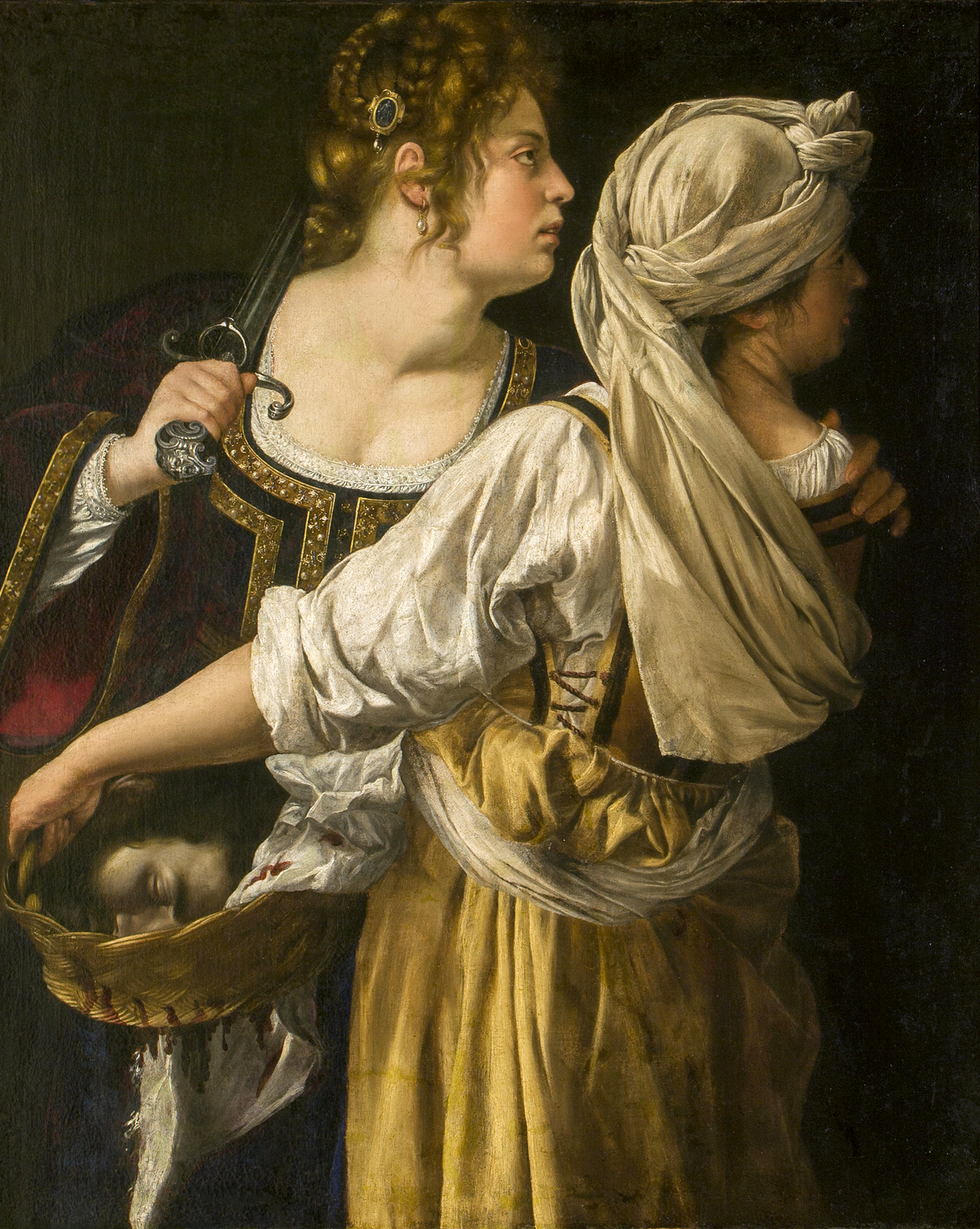
Artemisia Gentileschi, Judith avec sa servante, 1610-20 (au plus tard 1620 : travail antérieur à Judith décapitant Holopherne), Florence, Galerie Palatine au palais Pitti.
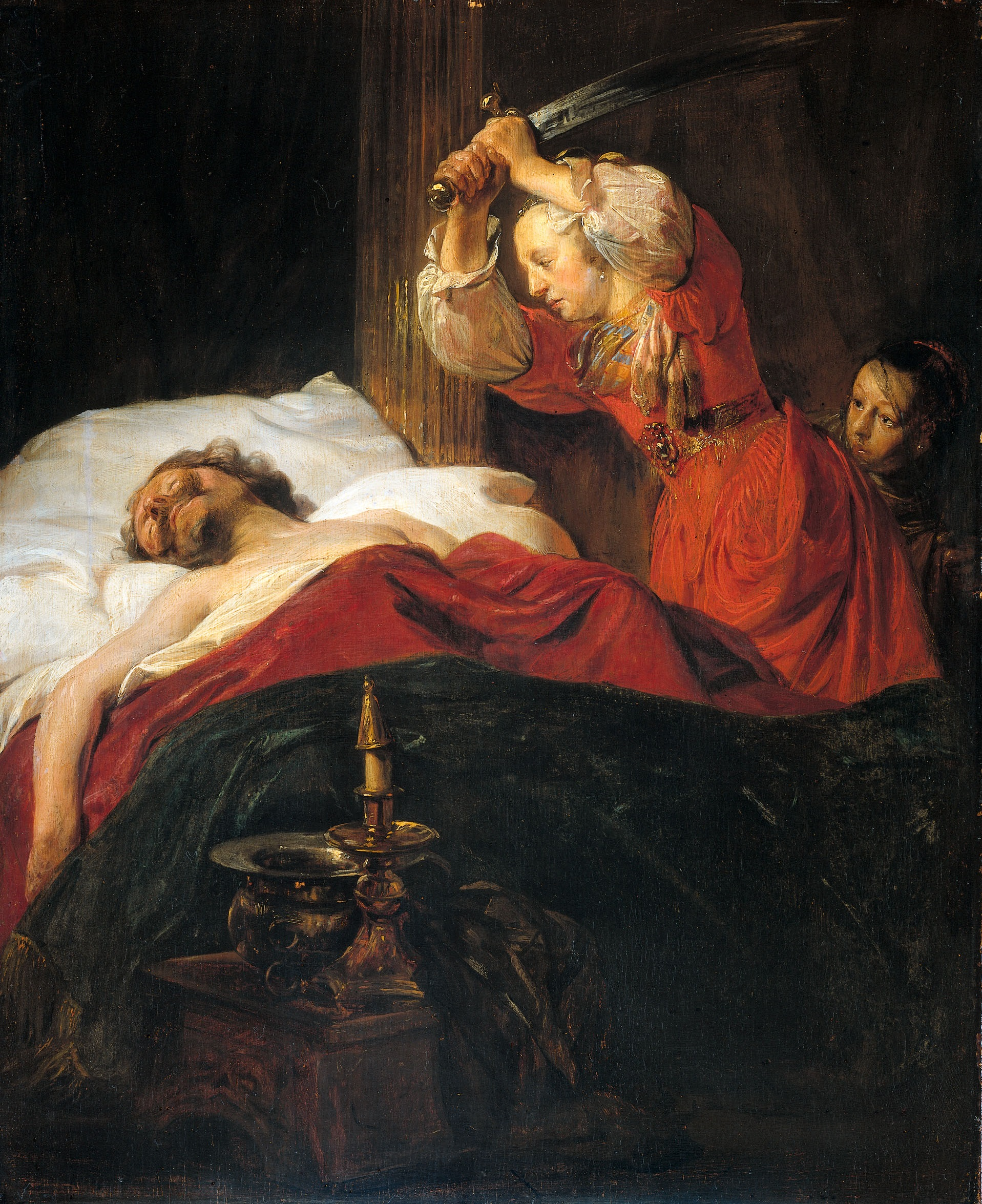
Jan de Bray, Judith et Holopherne, 1659.
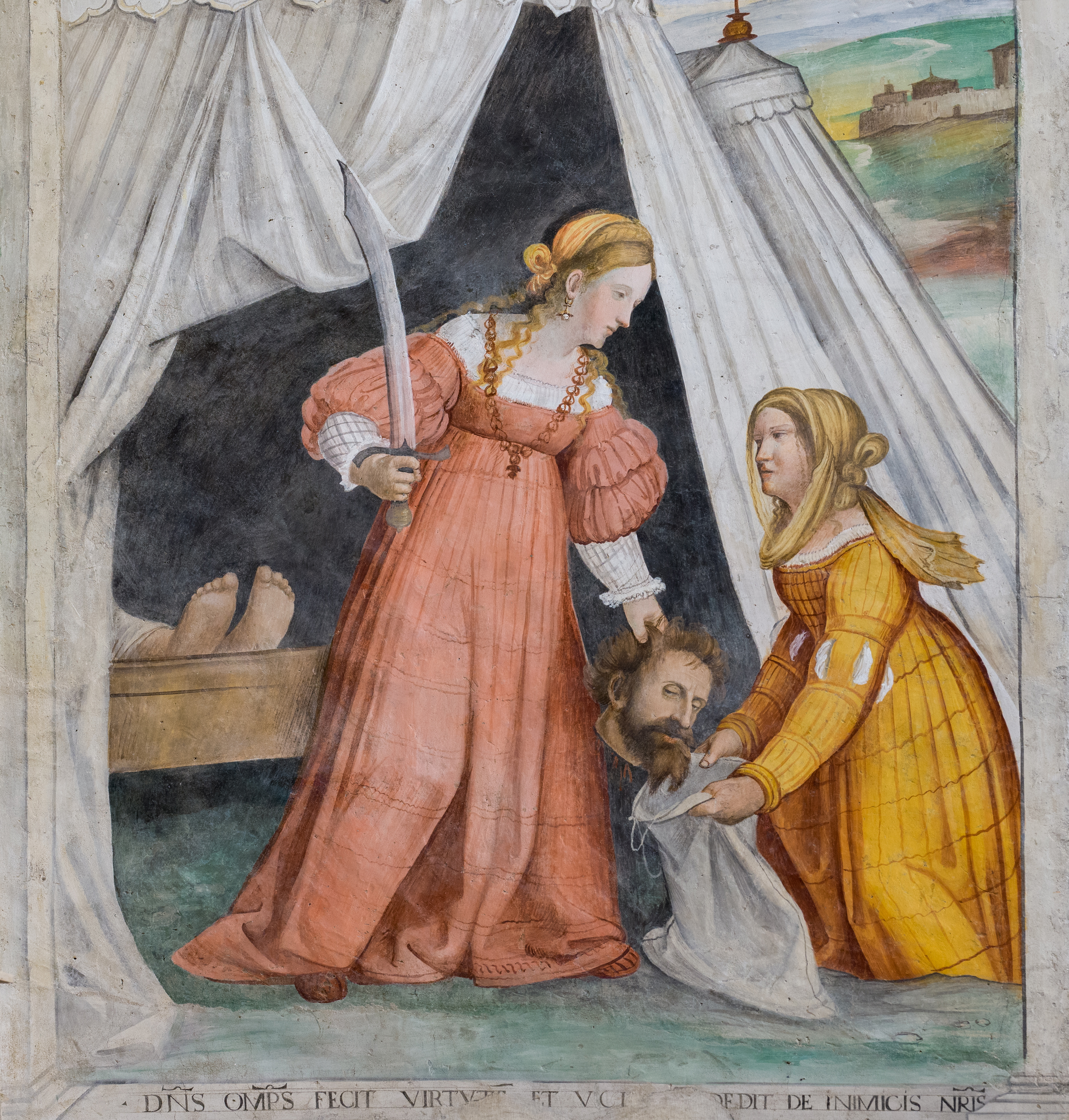
Paolo da Caylina le Jeune, Monastère Santa Giulia, Brescia.

### France, Flandre, Allemagne et Pays-Bas

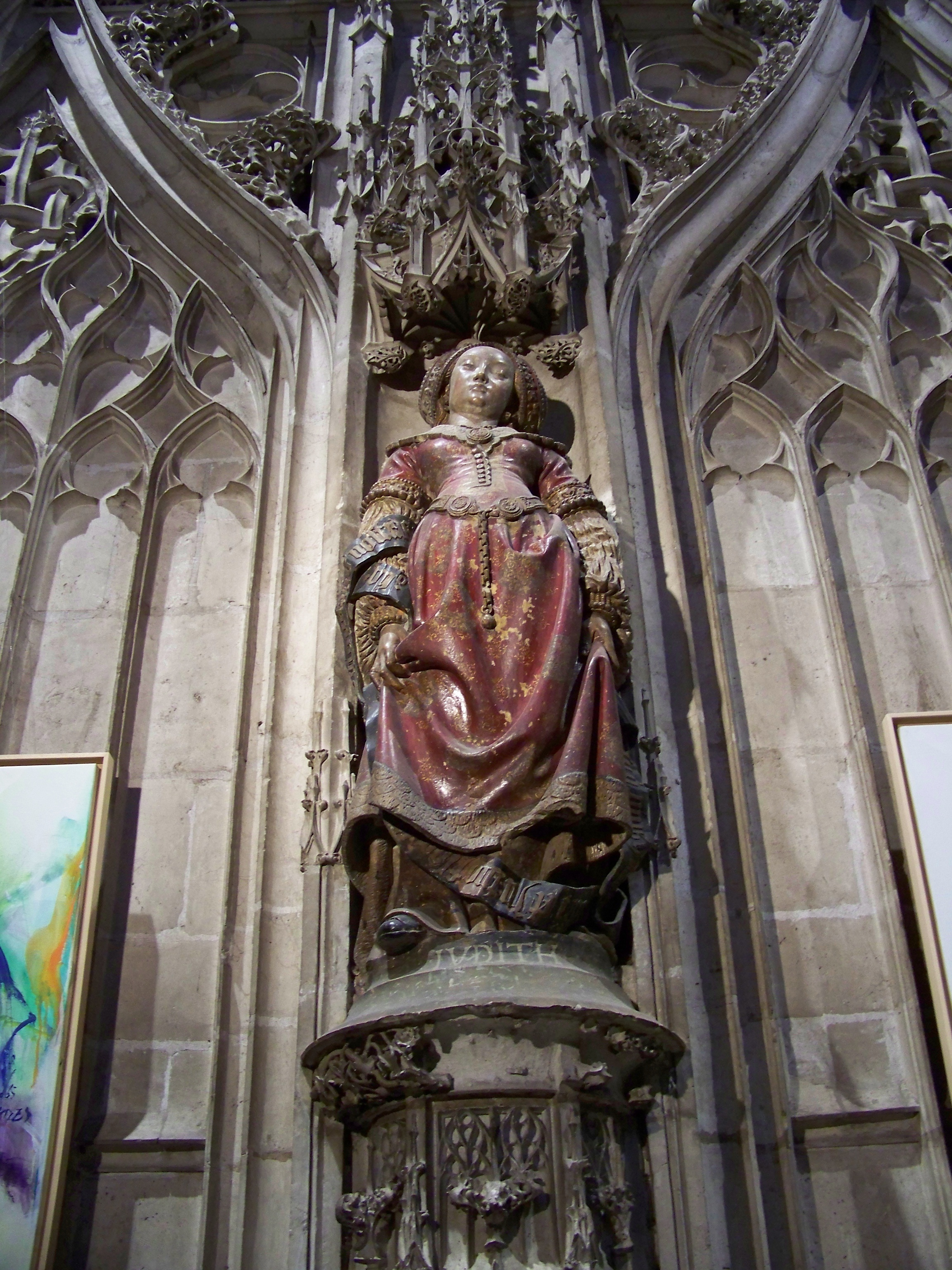
Statue représentant Judith, conservée à Albi, cathédrale Sainte-Cécile.
Konrat Meit, Judith avec la tête d'Holopherne, vers 1525, albâtre.
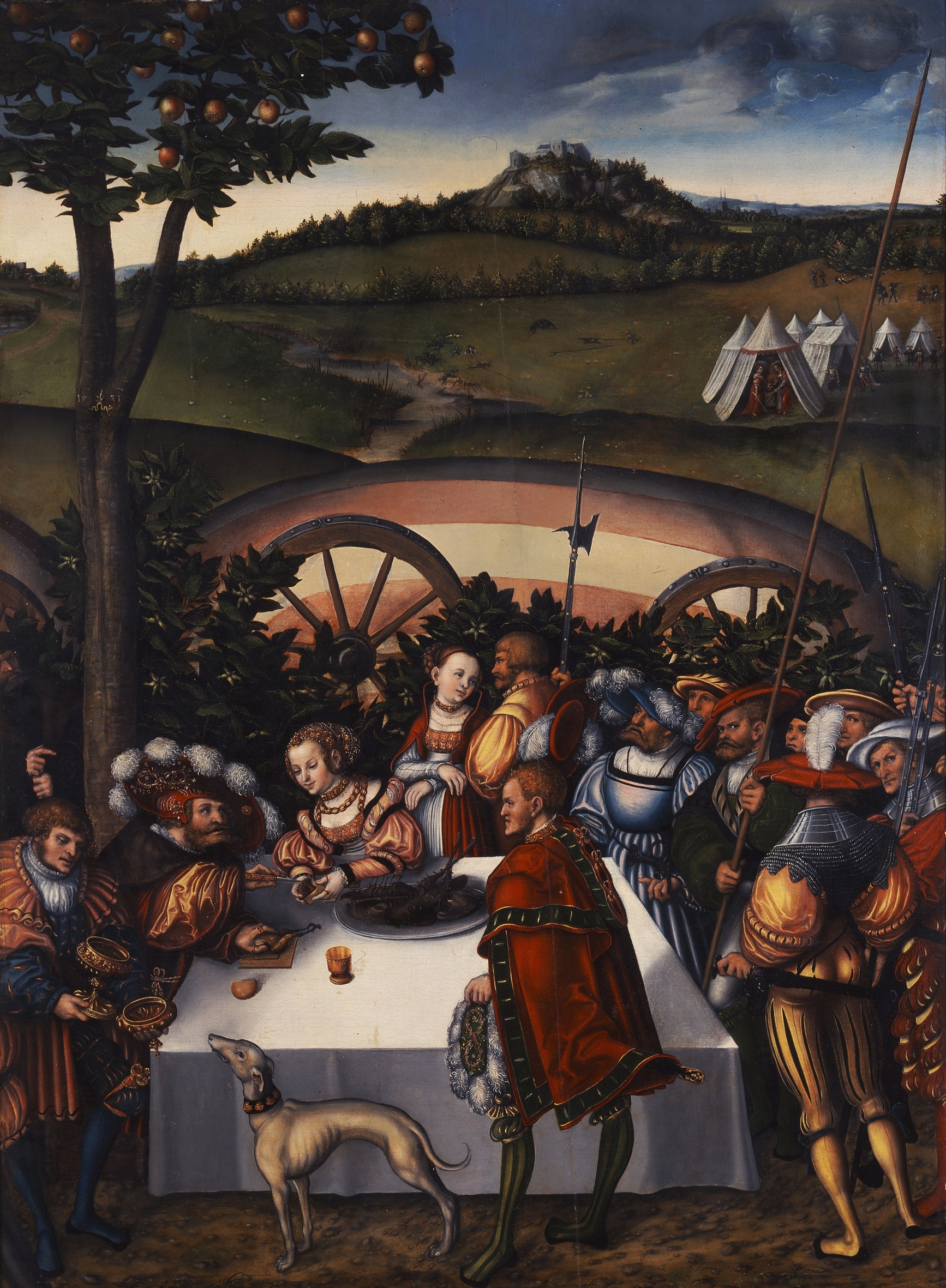
Lucas Cranach l'Ancien, Judith à table avec Holopherne, vers 1530, château de Friedenstein, Allemagne.
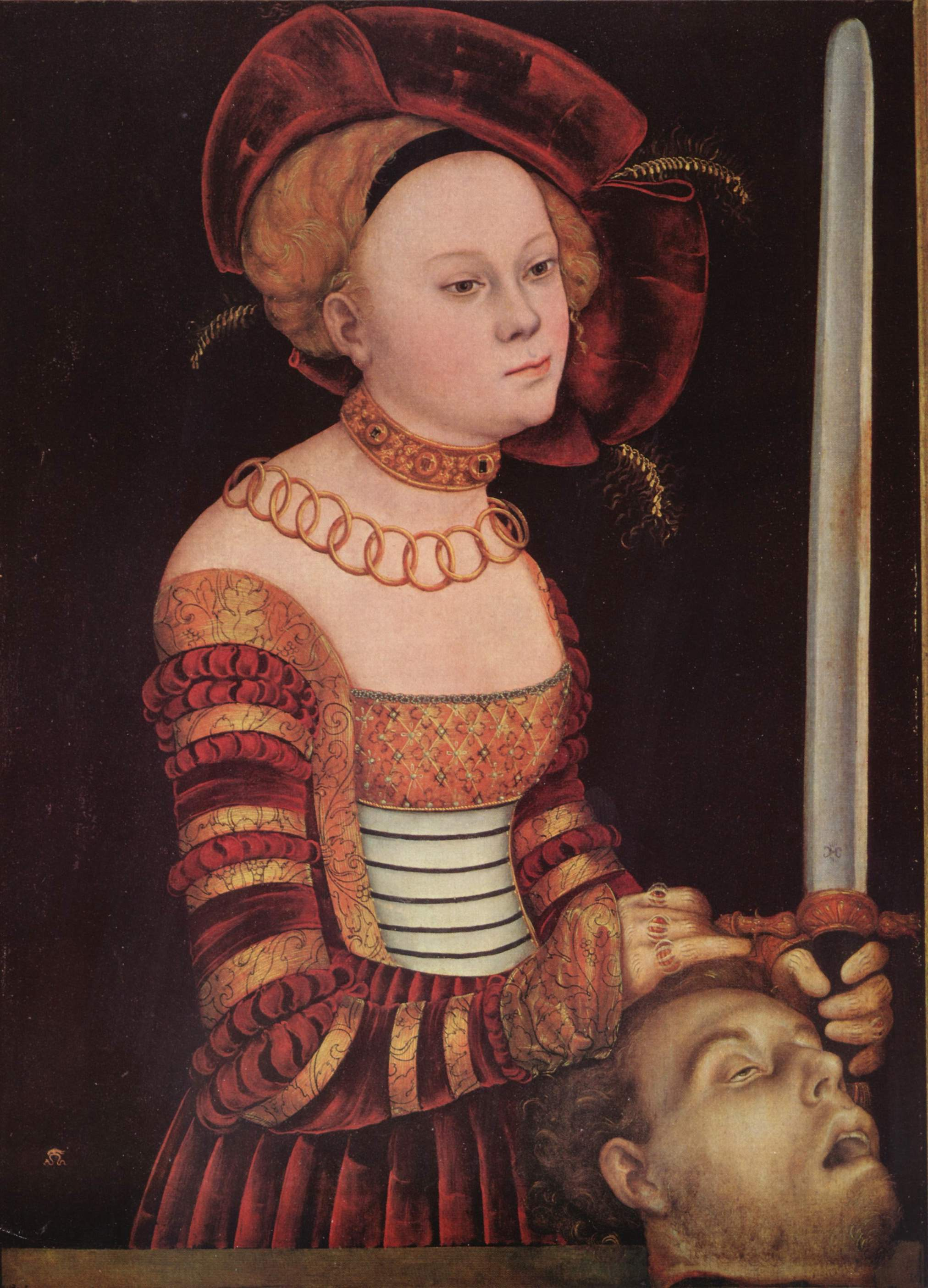
Lucas Cranach l'Ancien, Judith à la tête d'Holopherne, troisième décennie du XVIe siècle, San Francisco, California Palace of the Legion of Honor.
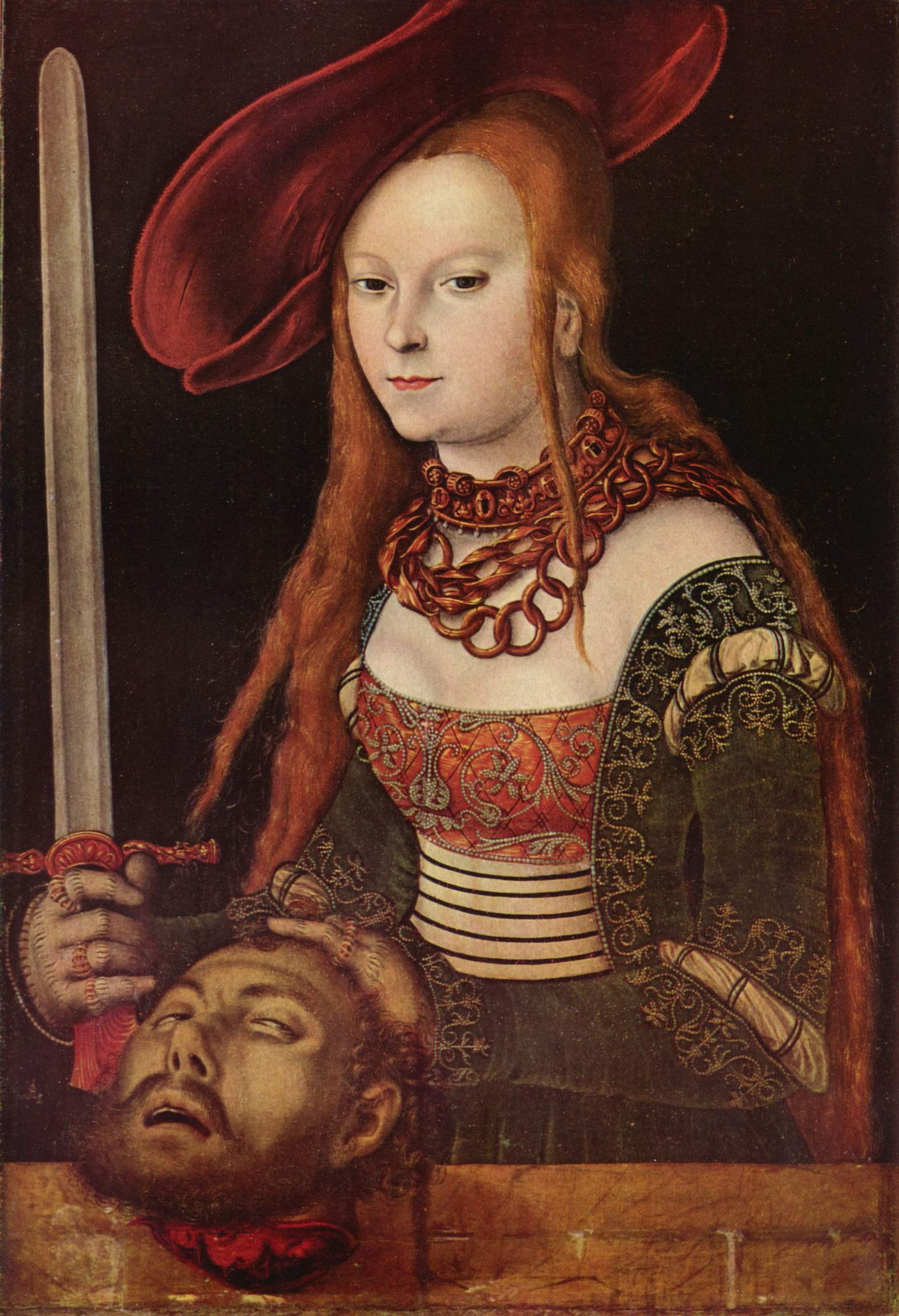
Lucas Cranach l'Ancien, Judith à la tête d'Holopherne, troisième décennie du XVIe siècle, Stuttgart, Staatsgalerie.
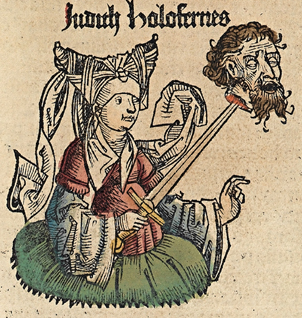
Judith et Holopherne, Chronique de Nuremberg, 1493.
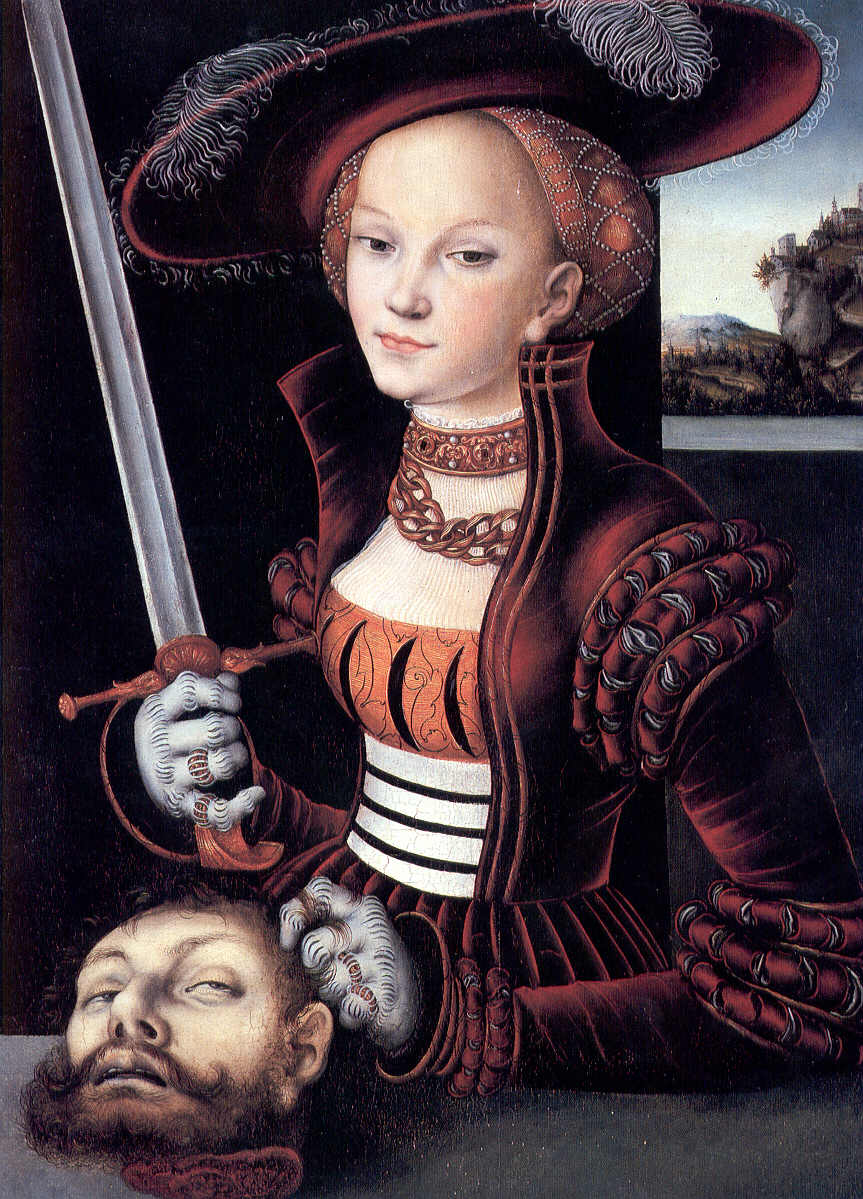
Lucas Cranach l'Ancien, Judith avec la tête d'Holopherne, vers 1530.
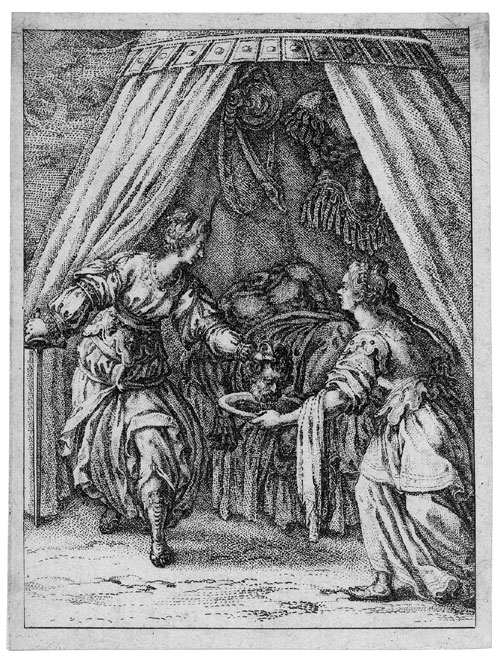
Jacques Callot, Judith à la tête d'Holopherne, XVIIe siècle.
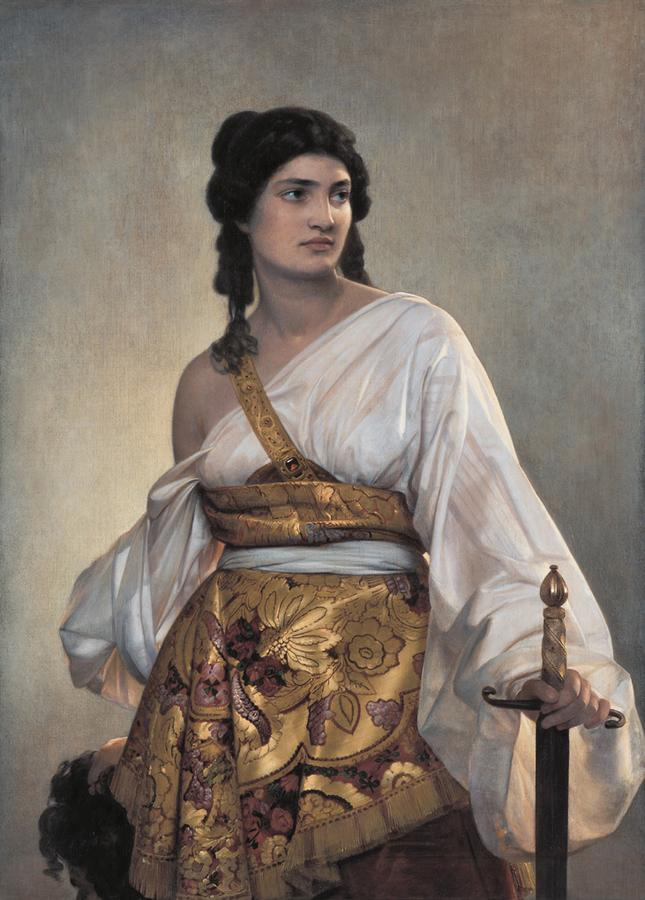
August Riedel, Judith, 1840 - Neue Pinakothek, Munich.

- Federico Della Valle, Judit (« Judith »), tragédie, 1627
- Judith et Holopherne, film de 1909 réalisé par Louis Feuillade
- Judith de Béthulie, film de 1914 de D. W. Griffith
- Judith, opéra d'Alexandre Serov (1863)
- Giuditta, opéra d'Achille Peri